# Jana Vincencová
Jana Vincencová (* 21. března 1972 Trutnov) je koordinátorka Klubu konkretistů KK3.

## Život
Jana Vincencová absolvovala Gymnázium Trutnov. Během studijních let prošla Ježkovou konzervatoří, Literární akademií Josefa Škvoreckého nebo DAMU – alternativní divadlo. Pracovala pro filmovou produkci DAWSON, dělala produkční práce pro film, modelingovou agenturu, reklamní agenturu, oděvní návrhářku, společnost BONTON a v reklamní agentuře FSBT. V roce 1999 se stala produkční v neziskové společnosti CON.FRONT.ART, od roku 2011 je koordinátorkou Klubu konkretistů KK3.

## Projekty
Mezi nejvýraznější projekty Jany Vincencové patří – Výstavní činnost Galerie AMB ve Sboru kněze Ambrože v Hradci Králové. Dále každoroční výtvarná sympozia ARTIENALE, festivaly Nábřeží umělců (od 2014), pravidelné výstavy Konkrétní podzim (od 2011). Organizuje a pečuje o výstavní činnost Klubu konkretistů KK3. Zasloužila se o výstavu slavného hradeckého rodáka Jiřího Hilmara, která se v roce 2013 konala v Hradci Králové a v Pardubicích zároveň. Při této příležitosti tehdejší primátor Zdeněk Fink udělil Jiřímu Hilmarovi čestné občanství Hradce Králové. Aktivitou Jany Vincencové došlo k vzájemnému sblížení českého konkretismu se slovenským. Na výstavy pořádané KK3 jsou zváni slovenští autoři a naopak čeští vystavují v Bratislavě nejen v Galerii Z Viktora Hulíka, který na počest konkrétního podzimu, jehož se zúčastnil, přejmenoval svůj desítky let trvající festival na Konkrétne leto. Víc než dvě desítky katalogů a nespočet skládaček a pozvánek pro Klub konkretistů KK3 a další umělce realizuje v tvůrčím duu s grafikem Petrem Schánělem.